# 地球温暖化対策条例
地球温暖化対策条例（ちきゅうおんだんかたいさくじょうれい）は、地球温暖化に対する取組を定める日本の地方公共団体の条例である。

## 制定経緯
1997年、京都で開催された地球温暖化防止京都会議（気候変動枠組条約第3回締約国会議、COP3）において京都議定書が採択されたことから、京都市が市独自の取り組みとして「京都市地球温暖化対策条例」を2004年（平成16年）12月に制定し、2005年（平成17年）に施行したのが最初である。都道府県では京都府が2005年（平成17年）に制定し、2006年（平成18年）4月1日から施行したのが最初である。
2008年10月に徳島県で罰則規定を設けた徳島県地球温暖化対策推進条例が都道府県で初めて制定され、2009年4月に施行された。条例では温室効果ガスを多く排出する事業者に対して温室効果ガス排出抑制に向けた計画書を知事へ提出して施行することを義務付け、違反事業者に5万円以下の過料（行政処分）を規定している。

## 条例名
| 都道府県 | 条例名                                                                           |
| -------- | -------------------------------------------------------------------------------- |
| 北海道   | 北海道地球温暖化防止対策条例                                                     |
| 山形県   | 山形県脱炭素社会づくり条例                                                       |
| 福島県   | 福島県二〇五〇年カーボンニュートラルの実現に向けた気候変動対策の推進に関する条例 |
| 栃木県   | 栃木県カーボンニュートラル実現条例                                               |
| 群馬県   | 二千五十年に向けた「ぐんま５つのゼロ宣言」実現条例                               |
| 埼玉県   | 埼玉県温暖化対策推進条例                                                         |
| 東京都   | 都民の健康と安全を確保する環境に関する条例                                       |
| 神奈川県 | 神奈川県地球温暖化対策推進条例                                                   |
| 新潟県   | 新潟県脱炭素社会の実現に関する条例                                               |
| 山梨県   | 山梨県地球温暖化対策条例                                                         |
| 静岡県   | 静岡県地球温暖化防止条例                                                         |
| 長野県   | 長野県地球温暖化対策条例                                                         |
| 岐阜県   | 岐阜県地球温暖化防止及び気候変動適応基本条例                                     |
| 滋賀県   | 滋賀県CO2ネットゼロ社会づくりの推進に関する条例                                  |
| 京都府   | 京都府地球温暖化対策条例                                                         |
| 大阪府   | 大阪府気候変動対策の推進に関する条例                                             |
| 和歌山県 | 和歌山県地球温暖化対策条例                                                       |
| 徳島県   | 徳島県地球温暖化対策推進条例                                                     |
| 鹿児島県 | 鹿児島県地球温暖化対策推進条例                                                   |